# Јардино (Авелино)
Јардино је насеље у Италији у округу Авелино, региону Кампанија.
Према процени из 2011. у насељу је живело 327 становника. Насеље се налази на надморској висини од 237 м.